# 53137 Gabytutty
53137 Gabytutty este o planetă minoră (asteroid), cu un diametru de 4,896 km, din centura de asteroizi. A fost descoperită pe 19 ianuarie 1999 la Caussols de OCA-DLR Asteroid Survey⁠(d). 
Obiectul prezintă o orbită caracterizată de o semiaxă mare de 2,6927979708873 UAi, o excentricitate de 0,1970617330046, o înclinație de 4,148453612521 ° în raport cu ecliptica.